# 糜姓
糜姓是中國人的姓氏，在《百家姓》排名第215位。

## 起源
起源主要有四：
- 出自羋姓。据《国名纪》等所载，麋（一些古书麋、糜通用，当今许多学者亦认为二者相通）于国，在楚之当阳（故城在今湖北当阳），以国为氏。又据《元和姓纂》所载，楚大夫受封于南郡之麋亭（故在在今湖北江陵东南），因以为氏。另《姓氏考略》载，楚王工尹麋之后，以名为氏。
- 据《姓氏寻源》、《姓苑》所载，黍类有糜，当取此为姓，如麦、禾、谷、稷氏之类。
- 据《百家姓考略》所载，夏同姓诸侯有糜氏之后。
- 据《周书》所载，商周之际有靡(糜)国，国人以糜为姓。始祖：熊绎。

## 迁徙
糜姓起源于周时楚国，秦汉之际，已播迁至汝阳（今河南商水）、南阳郡（今河南南阳），并有一支落籍于今江苏东海南部的朐山一带，三国时蜀安汉将军糜竺便出自该地，其富可敌国，刘备徐州失败后，其出奴客二千，巨额金银助备重振，其妹糜夫人适刘备，其弟糜芳亦为蜀之重臣，使东海糜姓名扬天下，当然糜姓于三国时入蜀（今四川）亦是不争之史实。五代十国至北宋间，糜姓逐渐南迁，东海郡之糜姓在长江以南的江苏吴县一带再度繁衍成一个很有名望的家族。宋元之际，夷族入侵，北方动荡不安，糜姓遂大量落籍今湖北、湖南、浙江、江西等地，并有糜姓南迁于福建、广东等地。历有清一代，糜姓分布区域愈广。如今，糜姓在全国分布较广，尤以江西、湖南等为省。目前糜姓人口列全国第二百五十三位。

## 郡望
- 汝阳县　汉置，故城在今河南商水境西南。
- 东海郡　秦置，辖境相当于今山东费县以南，枣庄以东，江苏宿迁以北地区。
- 南阳郡　秦置，相当于今河南熊耳山以南、湖北大洪山以北地区。

郡望堂号：东海、汝阳、南阳。

## 糜氏祠堂
全国范围内糜姓祠堂数量目前没有人进行统计。
在原无锡锡南庙桥（已拆迁，现立信大道立德道附近）的“糜执中先生祠”，是无锡地区惟一的一座糜氏祠堂，后被地方官员拆除。

## 延伸阅读
[在维基数据编辑]
 《百家姓》
 《欽定古今圖書集成·明倫彙編·氏族典·糜姓部》，出自陈梦雷《古今圖書集成》